# 西洋古典学
西洋古典学（せいようこてんがく、英語: classics、classical、philology）とは、古典ギリシア語、ラテン語で書かれた西洋の古典とされる文献を対象とし、人間について多角的に研究する学問分野。その性質上、狭義の文学研究にとどまらず、哲学、歴史学、一部の聖書学、科学史、天文学史なども含む。
欧米では単に「古典学（classical studies）」と呼称される。主に「古典古代」と呼ばれる時代にギリシア・ローマ地域で書かれた文献を研究対象とするが、古代ギリシア語、ラテン語は影響範囲が広く、またラテン語は近代まで使用されたため、研究対象となる文献の作られた地域は、それにとどまらない。
「classics」の語は、パトリキ（貴族）を表わすラテン語の形容詞「classicus」に由来する。